# القرن 28 ق م
القرن 28 ق.م هو القرن الذي امتد من 2800 ق.م إلى 2701 ق.م.

## من الأحداث
سنة 2715 ق م: بداية المملكة المصرية القديمة يوجد تاريخ آخر يقول ب(سنة 2660 قبل الميلاد).